# Кирил Игнатов
Кирил Георгиев Игнатов е политик от Българската комунистическа партия и общественик – министър на народното здраве и социалните грижи, председател на БЧК, народен лекар.
Участва в комунистическото съпротивително движение по време на Втората световна война. Партизанин от Войнишка партизанска бригада „Георги Димитров“. Народен представител.

## Биография
Кирил Игнатов е роден на 10 януари 1913 г. в с. Приселци, Варненско. В периода 1933 – 1939 година учи медицина в София. От 1933 г. е член на РМС. През 1937 година става член на БРП (к). След това до 1938 г. като технически сътрудник на ЦК на БКП е отговорен за експедицията на в. „Работническо дело“. От 1939 до 1943 година работи като участъков лекар.
Участва в комунистическото партизанско движение по време на Втората световна война. През 1944 година е политкомисар на Войнишка партизанска бригада „Георги Димитров“, за което е осъден задочно на смърт по ЗЗД. След 9 септември 1944 г. влиза в щаба на Първа българска армия. Участва във войната срещу Германия.
Между 1945 и 1949 г. работи на различни длъжности в Министерството на отбраната, включително ръководител на военното контраразузнаване и разузнаване. През 1951 година е арестуван и до 1952 прекарва в следствения арест на МВР (реабилитиран е през 1990 година). Асистент в катедра „Оперативна хирургия“ (1953 – 1959).
В периода 1962 – 1966 е член на Централната контролно-ревизионна комисия на БКП. Член на ЦК на БКП (1966 – 1990). Министър на народното здраве и социалните грижи (1962 – 1968), министър на народното здраве (1968 – 1971).. Народен представител от IV до IX народно събрание (1962 – 1990). Член е на Президиума на НС на ОФ. Награждаван с орден „Георги Димитров“ и почетното звание „Герой на социалистическия труд“.
Председател на Българския червен кръст (7 февруари 1967 – 20 декември 1991).